# Gössa Anna Andersson
Gössa Anna Önnegård, född Andersson 28 mars 1906 i Orsa församling, Kopparbergs län, död 5 januari 1999 i Orsa församling, Kopparbergs län, var en svensk riksspelman och dotter till spelmannen Gössa Anders Andersson.
Gössa Anna föddes i Agdurgården i Viborg, och började spela fiol när hon var 6 eller 7 med sin far som lärare. Dottern och fadern framträdde ofta som duo, och Gössa Anna spelade alltid andra stämman. De spelade för kungens familj på prins Eugens initiativ, på Skansen vid riksspelmansstämman 1927, och så långt bort som i Hamburg. Matts Arnberg spelade in paret under inspelningsresan i Dalarna 1949. Gössa Anna erhöll Zornmärket i silver i Mora 1942, och var den enda kvinnliga medlemmen i Orsa Spelmanslag vid grundandet 1948. 
Anna gifte sig med Wiktor Önnegård och flyttade 1953 till Snickarbo i Grytnäs socken där de drev en handelsbod i 30 år, men flyttade tillbaka till Orsa när hon blev änka.